# Giro del Belgio femminile
Il Giro del Belgio femminile (Lotto Belgium Tour per ragioni di sponsor) è una corsa a tappe femminile di ciclismo su strada che si tiene con cadenza annuale in Belgio. Si svolge dal 2012 ed è inserito nel Calendario internazionale femminile UCI come prova di classe 2.1 (2.2 fino al 2015).

## Albo d'oro
Aggiornato all'edizione 2021.
| Anno                       | Vincitrice                            | Seconda                               | Terza                                 |
| Lotto-Decca Tour           |                                       |                                       |                                       |
| -------------------------- | ------------------------------------- | ------------------------------------- | ------------------------------------- |
| 2012                       | Ellen van Dijk                        | Liesbet De Vocht                      | Lisa Brennauer                        |
| Lotto Belisol Belgium Tour |                                       |                                       |                                       |
| 2013                       | Ellen van Dijk                        | Lisa Brennauer                        | Emma Johansson                        |
| 2014                       | Annemiek van Vleuten                  | Anna van der Breggen                  | Thalita de Jong                       |
| Lotto Belgium Tour         |                                       |                                       |                                       |
| 2015                       | Emma Johansson                        | Amalie Dideriksen                     | Anna van der Breggen                  |
| 2016                       | Annemiek van Vleuten                  | Marianne Vos                          | Lucinda Brand                         |
| 2017                       | Anouska Koster                        | Ruth Winder                           | Marianne Vos                          |
| 2018                       | Liane Lippert                         | Aude Biannic                          | Lotte Kopecky                         |
| 2019                       | Mieke Kröger                          | Lotte Kopecky                         | Audrey Cordon-Ragot                   |
| 2020                       | annullato per la pandemia di COVID-19 | annullato per la pandemia di COVID-19 | annullato per la pandemia di COVID-19 |
| 2021                       | Lotte Kopecky                         | Ellen van Dijk                        | Lorena Wiebes                         |